# Palazzo Chiaramonti

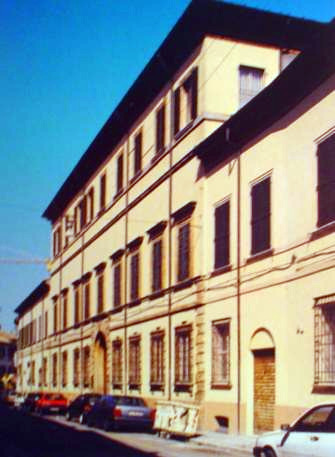
Palazzo Chiaramonti

Der Palazzo Chiaramonti ist ein Palast im historischen Zentrum von Cesena in der italienischen Region Emilia-Romagna. Er liegt in der Contrada Chiaramonti.

## Geschichte
Das Gebäude wurde Anfang des 18. Jahrhunderts von Giovanni Gaetano Carli in Auftrag gegeben und erhielt in den 1780er-Jahren die malerische Ausgestaltung von Giuseppe Milani.
1807 kaufte Papst Pius VII. den Palast von den Carlis im Austausch gegen den alten Palazzo Chiaramonti in der Via Milani, überließ ihn seinem Neffen Scipione Chiaramonti, der Teresa Barberini Colonna di Sciarra geheiratet hatte, und beschloss, ihn vom Architekten Tomba modernisieren zu lassen. Genau dort wohnte der Pontifex, als er von seinem Exil zurückkam, während er in seiner Geburtsstadt residierte (1814).
In der zweiten Hälfte des 19. Jahrhunderts fanden weitere Umbauten statt: Ein Eingang an der Via Sacchi wurde aufgebrochen und neue Verzierungen im Inneren des zweiten Obergeschosses an der Via Chiaramonti von Lucio Rossi geschaffen. Die Zeichnungen sind in der Biblioteca Malatestiana aufgebewahrt.
1910 wurde der Palazzo Chiaramonti in die Liste der Anwesen von historisch-künstlerischem Interesse aufgenommen. Im Zweiten Weltkrieg erlitt der Palast schwere Schäden, weil er von drei Haubitzenschüssen der VIII. britischen Armee getroffen wurde, die diese gegen deutsche Truppen auf dem Rückzug abfeuerten, die aber irrtümlich auf dem Palast landeten. Die Fresken des Saales wurden von Dante da Carolis restauriert. Die letzte Restaurierung wurde 2019 unter der Leitung des Laboratorio degli Angeli in Bologna durchgeführt.
Heute ist der Palast von den Urenkeln des Papstes aus Cesena bewohnt.
Die Hauptfassade wurde 2017 vollständig restauriert.

## Beschreibung
Die Fassade des Palazzo Chiaramonti ist nüchtern, da ein üppigeres Projekt von Tomba nie abgeschlossen wurde, wogegen die Attraktion im Inneren die Monumentaltreppe mit dem Fresko Olympus von Milani ist. Über die Treppe gelangt man in den großen Repräsentationssalon mit Malereien von Milani, darunter auch L’allegoria della vita e del giorno (dt.: Allegorie des Lebens und des Tages) an der Decke, Venere indica ad Enea e Acate la via per Cartagine (dt.: Venus zeigt Aeneas und Acate den Weg nach Karthago) und Didone accoglie Enea (dt.: Dido begrüßt Aeneas) an den Wänden.

## Bemerkungen
1. ↑  Pius VII. kam nach der Rückkehr aus seinem Exil nicht 1814 nach Cesena, sondern erst nach dem 10. Mai 1815. An diesem Tag war er tatsächlich noch in Savona, wo er feierlich das Heiligenbild von N.S. di Misericordia im Heiligtum der Stadt krönte. Pasinati, ein Graveur, schuf eine Medaille für das Jahr 1815 mit der Erinnerung an die Krönung. (Antonio dal Muto (Herausgeber)).

Koordinaten: 44° 8′ 26,2″ N, 12° 14′ 34″ O